# Estación Concessionárias
La Estación Concessionárias es una de las estaciones del Metro de Brasilia, situada en la ciudad satélite de Águas Claras, entre la Estación Águas Claras y la Estación Praça do Relógio. Se trata de la primera estación exclusiva de la Línea Verde.
Fue inaugurada en 2006 atiende a los moradores y trabajadores de las últimas manzanas de la ciudad.

## Cercanías
- Sunset Boulevard
- Skate Park Águas Claras
- Privilege Residence
- Residencial Cincinatti